# Zlončice
Zlončice är en ort i Tjeckien.   Den ligger i regionen Mellersta Böhmen, i den centrala delen av landet, 16 km norr om huvudstaden Prag. Zlončice ligger 237 meter över havet och antalet invånare är 180.
Terrängen runt Zlončice är platt, och sluttar norrut. Runt Zlončice är det mycket tätbefolkat, med 1 754 invånare per kvadratkilometer. Närmaste större samhälle är Prag, 16,3 km söder om Zlončice. Trakten runt Zlončice består till största delen av jordbruksmark.